# Révész István (festő)
Révész István, született Reichnitzer (Zalaegerszeg, 1887. június 28. – Budapest, 1973. március 4.) magyar autodidakta festő, műgyűjtő.

## Élete
Reichnitzer Ignác szappangyáros és Schwarz Emília fia. A két világháború közötti a haladó magyar művészet propagálását és pártolását tűzte ki célul. 1931-ben megalapította az Új Művészet Barátainak Egyesületét, amelynek ügyvezető igazgatója is lett. Negyvenkilenc éves korában kezdett festeni. Poszt-impresszionista tájképeit, városképeit a frissesség, rendezettség jellemzi. Művészetének fő erénye a líraiság, árnyalt színhasználat, mértéktartás. Rézkarcolással is foglalkozott. Számos 20. századi festő képviselte magát gyűjteményében, kiváltképp Vaszary János műveit kedvelte, akivel személyes ismertségben állt.
Házastársa Karpif Johanna volt, akivel 1972-ben kötött házasságot.

## Kiállításai
- 1938 – Ernst Múzeum
- 1942 – Műteremben
- 1958 – Könyvklub Szinyei Terme (Budapest)
- 1959 – Tornyai János Múzeum (Hódmezővásárhely) és Gyöngyösi Galéria
- 1960 – Erkel Ferenc Múzeum (Gyula)